# Amours cannibales
Pour les articles homonymes, voir Cannibal.
Pour plus de détails, voir Fiche technique et Distribution.
Amours cannibales (Caníbal) est un film franco-russo-romano-espagnol réalisé par Manuel Martín Cuenca et sorti en 2013.
Il s'agit d'une adaptation du roman cubain éponyme de Humberto Arenal.

## Synopsis
Carlos mène une double vie : il est un tailleur réputé et mange de la chair humaine, en particulier celle de femmes étrangères. Mais cela change lorsqu'il rencontre Nina, une jeune femme roumaine à la recherche de sa sœur jumelle Alexandra.

## Fiche technique
- Titre français : Amours cannibales
- Titre original espagnol : Caníbal
- Titre russe : Каннибал
- Réalisation : Manuel Martín Cuenca
- Scénario : Rafael de la Uz et Alejandro Hernández, d'après le roman éponyme de Humberto Arenal[1],[2].
- Photographie : Pau Esteve Birba
- Décors : Isabel Viñuales
- Sociétés de production : Promociones Urbanísticas La Loma Blanca, Mod Producciones, Libra Film, CTB Film Company, Luminor
- Sociétés de distribution : Golem Distribución (Espagne) ; Film Factory Entertainment (Monde)
- Pays de production :  Espagne -  Roumanie -  Russie -  France
- Langue : espagnol et roumain
- Genre : Thriller, horreur
- Durée : 116 minutes
- Dates de sortie :
  - Canada : 6 septembre 2013 (TIFF 2013)
  - Espagne : 11 octobre 2013
  - Suisse : 4 octobre 2013 (Festival du film de Zurich)
  - France : 17 décembre 2014[3]

## Distribution
- Antonio de la Torre : Carlos
- Olimpia Melinte (es) : Alexandra / Nina
- María Alfonsa Rosso : Aurora
- Florin Fildan : Bogdan
- Manolo Solo : le voisin
- Gregory Brossard : l'homme à la station-service
- Delphine Tempels : la femme à la station-service
- Cedric Sester : l'homme sur la plage
- Sara Da Pin Up (es) : la femme sur la plage
- Joaquín Núñez

## Distinctions

### Récompenses
- Festival international du film de Saint-Sébastien 2013 : meilleure photographie pour Pau Esteve Birba
- Premios Goya 2014 : meilleure photographie pour Pau Esteve Birba[4]
- Festival européen du film fantastique de Strasbourg 2014 : Méliès d'argent du meilleur film fantastique européen

### Nominations et sélections
- Festival international du film des Arcs 2013
- Festival international du film de Toronto 2013[5]
- Festival du film de Turin 2013
- Festival du film de Zurich 2013
- Festival du film de Belgrade 2014
- Festival du film de Glasgow 2014
- Festival international du film de Louisiane 2014
- Festival international du film de Rotterdam 2014
- Festival international du film de Santa Barbara 2014
- Rencontres des cinémas d'Europe d'Aubenas 2014
- Premios Goya 2014[4] :
  - Meilleur film
  - Meilleur réalisateur pour Manuel Martín Cuenca
  - Meilleur acteur pour Antonio de la Torre
  - Meilleur espoir féminin pour Olimpia Melinte
  - Meilleur scénario adapté pour Rafael de la Uz et Alejandro Hernández
  - Meilleure direction artistique pour Isabel Viñuales
  - Meilleur son pour Eva Valiño, Nacho Royo-Villanova et Pelayo Gutiérrez